# 모아 (쿠바)

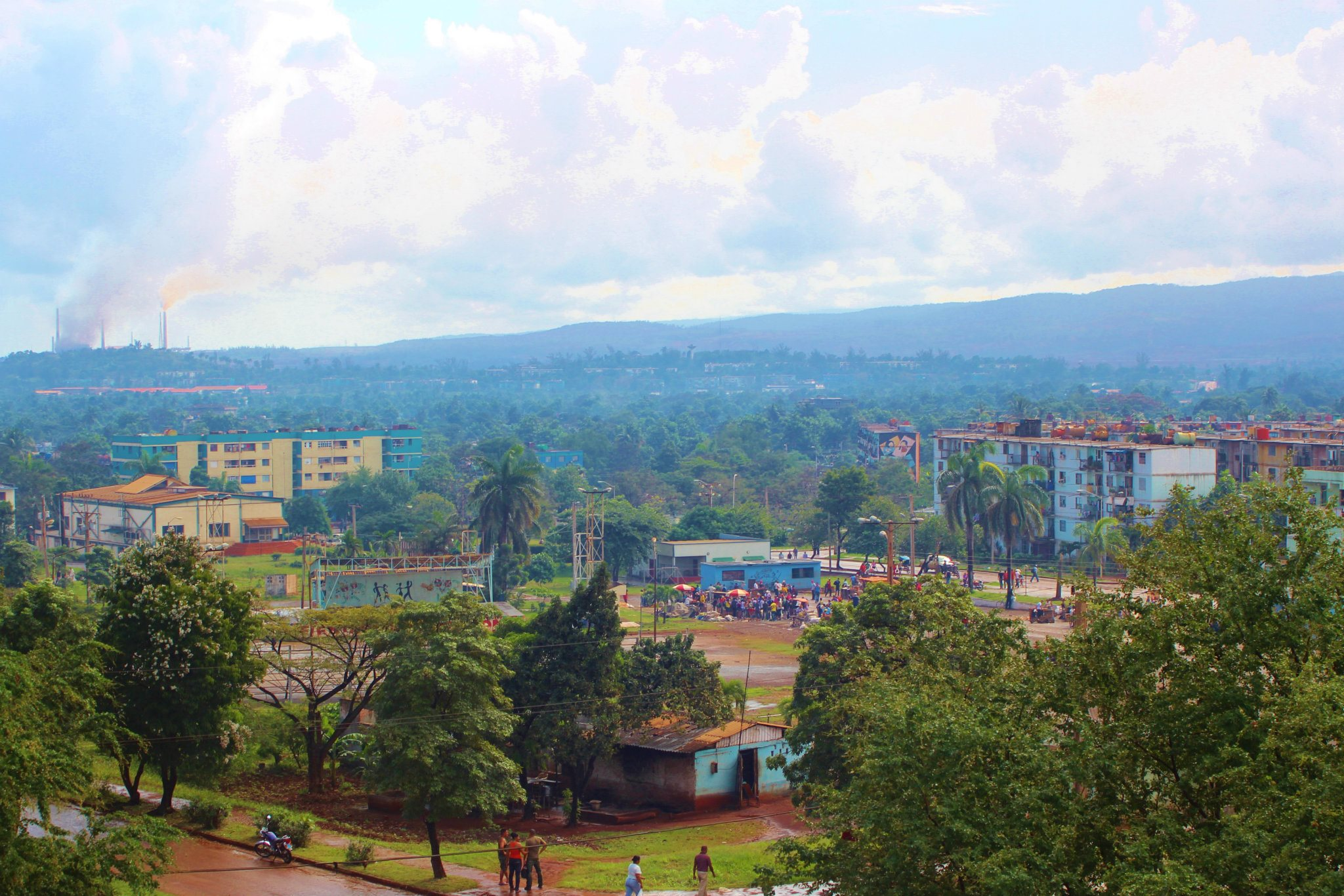
모아

모아(Moa)는 쿠바 올긴 주에 있는 도시이다.

## 역사
쿠바에서 가장 젊은 도시 중 하나인 모아는 1939년에 설립되었다.

## 경제

### 니켈 생산
니켈 생산은 "페드로 소토 알바"와 "에르네스토 체 게바라" 공장에 집중되어 있다. 니켈 가공 공장 "페드로 소토 알바"는 쿠바와 셰리트 인터내셔널 캐네디언 컴퍼니(Sherritt International Canadian Company) 사이의 유한 책임 회사인 반면, "에르네스토 체 게베라"는 정부 기업 쿠바니켈에 속해 있다. 연간 평균적으로 "소토 알바"와 "체 게바라"는 각각 30,000톤 이상의 니켈을 생산한다. 이 산업은 모아를 선도적인 니켈 생산자로 만들고 마을의 GDP 대부분을 가져오는 요소이다.

## 같이 보기
- 쿠바의 도시 목록